# Förskoleverksamhet
Förskoleverksamhet är ett samlingsbegrepp som användes i Skollagen fram till 2010 för förskola, pedagogisk omsorg och öppen förskola i Sverige.